# Dream Theater (음반)
| 전문가 평가  | 전문가 평가 |
| 평가 점수    | 평가 점수   |
| 출처         | 점수        |
| ------------ | ----------- |
| AllMusic     | [ 1 ]       |
| Grantland    | Positive    |
| Loudwire     | [ 3 ]       |
| PopMatters   | 3/10        |
| Revolver     | 3.5/5       |
| RTÉ.ie       | [ 6 ]       |
| Sputnikmusic | 3.5/5       |

《Dream Theater》는 미국의 프로그레시브 메탈 밴드 드림 시어터가 로드러너 레코드를 통해 2013년 9월 23일, 전 세계에 발매한 열두 번째 스튜디오 음반이다. 이 음반은 밴드의 이전 음반인 《A Dramatic Turn of Events》와 동일한 스튜디오인 뉴욕주 롱아일랜드의 코브 시티 사운드 스튜디오에서 2013년 1월부터 5월까지 작사, 녹음, 믹싱 및 마스터링되었다. 이 음반은 드러머 마이크 맨지니가 작곡 과정에 참여한 첫 번째 드림 시어터 음반이다.
이 밴드는 드림 시어터를 자신들의 경력에서 앞으로 나아가고 있음을 강조하고 팬들에게 참고가 되도록 하기 위해 셀프 타이틀 음반으로 만들었다. 이 음반의 곡들은 22분짜리 마무리 곡인 〈Illumination Theory〉를 제외하고 대부분의 드림 시어터 곡들보다 평균적으로 짧다. 몇몇 곡들은 버클리 음대 학생인 에렌 바슈부가 편곡한 유기 현을 사용한다. 이 음반에는 두 개의 악기인 〈False Awakening Suite〉와 〈Enigma Machine〉이 수록되어 있는데, 이는 《Train of Thought》 (2003년) 이후 이 밴드가 스튜디오 음반을 위해 작곡한 첫 번째 기악들이다. 이 음반의 많은 가사들은 에렌 바슈부와 같은 실제 사건들에 의해 동기부여를 받았다.
드림 시어터는 데뷔 주 동안 미국에서 34,000장을 옮겼고, 7위에 올랐고, 2009년 《Black Clouds & Silver Linings》에 이어 밴드에서 두 번째로 높은 차트인 음반이 되었다. 리드 싱글인 〈The Enemy Inside〉로 이 밴드는 그래미 어워드에서 2회 연속으로 최우수 하드 록/메탈 퍼포먼스 부문에 지명되었다. 2014년 초, 드림 시어터는 이 음반을 지원하기 위해 유럽과 미국을 순회했고, 보스턴 오페라 하우스에서 라이브 발매를 위해 그들의 공연을 녹음했다.

## 배경
드림 시어터의 열두 번째 음반의 예비 작곡은 2012년 4월, 드라마틱 A Dramatic Turn of Events Tour에서 시작되었다. 사운드 체크 동안, 그 밴드는 그들의 아이디어를 잼하고 녹음했고, 기타리스트 존 페트루치는 독립적으로 작곡된 자료를 시도했다. 그들은 2013년 1월까지 녹음실에 들어가지 않았고, 그들의 이전 음반인 《A Dramatic Turn of Events》 (2011년)를 녹음했던 뉴욕 글렌 코브의 코브 시티 사운드 스튜디오로 돌아갔다. 그 밴드가 작곡한 첫 번째 곡은 베이시스트 존 명이 나머지 곡의 속도를 잡은 공으로 인정한 〈Surrender to Reason〉이었다.
창작 과정의 시작부터, 페트루치가 글을 쓰는 동안 주요 드럼 부분에 프로그램을 하고 맨지니가 그것들에 대한 그만의 해석을 녹음했던 《A Dramatic Turn of Events》와는 달리, 드러머 마이크 맨지니는 작가로서 기여했다. 맨지니의 작품에 대해 논평하면서, 페트루치는 "사람들이 이 음반의 드럼 사운드를 들을 때, 그들은 꽤 겁을 먹을 것입니다… 저는 이제 그가 마이크 맨지니가 방출한 것처럼 느낍니다. 모두 그입니다. 그것은 그의 창조성, 그의 모든 결정과 생각, 그리고 남자, 그는 동물입니다."라고 말했다.
스튜디오 세션 동안, 공식적으로 녹음되었을 때 음악이 정확히 어떻게 들릴지 미리 모의 실험할 수 있도록 모든 밴드 멤버들의 악기가 믹싱되고 그들이 쓸 때 녹음되었다. 그의 기타 음색을 반영하며, 페트루치는 "저는 그것을 초콜릿 케이크 한 조각으로 묘사하고 그것이 스튜디오에서 제 목표였습니다. 마치 제가 겹겹이 쌓인 초콜릿 케이크의 멋진 사진을 가지고 있었던 것 같습니다. 왜 초콜릿 케이크일까요? 글쎄요, 초콜릿 케이크는 풍부하고, 크림이 많고, 층이 있습니다."라고 농담했다. 녹음은 5월에 끝났고,, 믹싱은 드림 시어터의 그와 그의 러시와의 과거 경험에 기초하여 고용된 리처드 치키에 의해 수행되었다.

## 곡 목록
작사는 모두 특별한 언급이 없는 한 존 페트루치가 맡았고, 작곡은 모두 특별한 언급이 없는 한 페트루치, 조던 루디스, 존 명, 제임스 라브리에 그리고 마이크 맨지니가 맡았다.
| #  | 제목 | 작사 | 작곡                         | 재생 시간 |
| -- | --- | ---- | ---------------------------- | --------- |
| 1. | 〈False Awakening Suite - I. Sleep Paralysis - II. Night Terrors - III. Lucid Dream〉                                                                                                |      | 페트루치, 루디스             | 2:42      |
| 2. | 〈The Enemy Inside〉 |      |                              | 6:17      |
| 3. | 〈The Looking Glass〉 |      |                              | 4:53      |
| 4. | 〈Enigma Machine〉 | 기악 | 페트루치, 루디스, 명, 맨지니 | 6:01      |
| 5. | 〈The Bigger Picture〉 |      |                              | 7:40      |
| 6. | 〈Behind the Veil〉 |      |                              | 6:52      |
| 7. | 〈Surrender to Reason〉 | 명   |                              | 6:34      |
| 8. | 〈Along for the Ride〉 |      | 페트루치, 루디스             | 4:45      |
| 9. | 〈Illumination Theory - I. Paradoxe de la Lumière Noire (기악) - II. Live, Die, Kill - III. The Embracing Circle (기악) - IV. The Pursuit of Truth - V. Surrender, Trust & Passion〉 |      |                              | 22:17     |